# 夏は来ぬ
『夏は来ぬ』（なつはきぬ）は、佐佐木信綱作詞、小山作之助作曲の日本の唱歌である。1900年、小山作之助編『新撰国民唱歌 第二集』（三木楽器店、明治33年6月）にて発表された。
1940年ごろ、NHKラジオの歌謡番組で繰り返し放送され、広く歌われるようになった。第二次大戦後に国定音楽教科書に掲載されたが、歌詞は1番と5番のみであった。
2007年に日本の歌百選に選出されている。2015年3月14日に開業した北陸新幹線の上越妙高駅で発車メロディとして使用されている。

## 内容
卯の花（ウツギの花）、ホトトギス、五月雨、田植えの早乙女、橘、蛍、楝（おうち）、水鶏（くいな）といった初夏を彩る風物を歌い込んでいる。
「夏は来ぬ」は文語で、「来」（き）はカ行変格活用動詞「来」（く）の連用形、「ぬ」は完了の助動詞「ぬ」の終止形で、全体では「夏が来た」という意味になる。

## みんなのうた
1979年6月 - 7月にNHK『みんなのうた』で放送された。同番組で放送された楽曲は同年2月放送の『早春賦』に続く、三枝成章（現：三枝成彰）編曲による日本童謡第2弾で、1・2番は原曲に近いリズムで編曲されているが、3番は一転してシンコペーションを活かした8ビートで編曲されている。歌は「百合丘コーラス・児童合唱団」の担当。同番組での本放送時の映像には夏の風景を撮影した実写映像が使用された。また、1982年6月 - 7月には三枝の編曲による音声はそのままに、夢田誠製作のスチール画像による映像を使用したリメイク版の放送が行われた。
2011年から始まった「みんなのうた発掘プロジェクト」によって、1979年版の映像が見つかり、2012年3月19日深夜（3月20日未明）放送の『みんなのうた発掘スペシャル』で1979年版の再放送が行われた。また、2011年4月27日にビクターエンタテインメントから発売されたCD『NHKみんなのうた 50 アニバーサリー〜おしりかじり虫〜』には三枝の編曲による楽曲が収録された。